# Boso av Toscana
Boso av Toscana, död 940, var en italiensk monark. Han var regerande markgreve i Toscana mellan 931 och 936.